# 服部信孝
服部 信孝（はっとり のぶたか、1959年 - ）は、日本の医学者。医学博士（順天堂大学、1994年）。専門は遺伝性パーキンソン病神経疾患。長野県長野市出身。

## 経歴
- 1985年 - 順天堂大学医学部医学科卒業[2]
- 1994年 - 順天堂大学大学院医学研究科博士課程修了[2]
- 1995年 - 順天堂大学医学部神経学講座 助手
- 1999年 - 順天堂大学医学部神経学講座 臨床講師
- 2000年 - 順天堂大学大学院医学研究科老人性疾患病態治療研究センター 専任講師、医学部神経学講座講師 併任
- 2003年 - 順天堂大学医学部神経学講座 助教授
- 2006年 - 順天堂大学医学部神経学講座 教授[2]
- 2019年〜2024年 - 順天堂大学医学部⻑・大学院医学研究科⻑ 併任
- 2020年 - 理化学研究所脳神経科学研究センター神経変性疾患連携研究チームリーダー 併任[2]
- 2024年 -  順天堂大学学⻑補佐 併任 [2]

## 受賞歴
- 2002年 - ベルツ賞1等賞
- 2024年 - 武田医学賞
- 2025年 - 日本学士院賞